# Kiersnówka (gromada)
Kiersnówka – dawna gromada, czyli najmniejsza jednostka podziału terytorialnego Polskiej Rzeczypospolitej Ludowej w latach 1954–1972.
Gromady, z gromadzkimi radami narodowymi (GRN) jako organami władzy najniższego stopnia na wsi, funkcjonowały od reformy reorganizującej administrację wiejską przeprowadzonej jesienią 1954 do momentu ich zniesienia z dniem 1 stycznia 1973, tym samym wypierając organizację gminną w latach 1954–1972.
Gromadę Kiersnówka z siedzibą GRN w Kiersnówce utworzono – jako jedną z 8759 gromad – w powiecie sokólskim w woj. białostockim, na mocy uchwały nr 22/V WRN w Białymstoku z dnia 4 października 1954. W skład jednostki weszły obszary dotychczasowych gromad Kiersnówka, Chmielniki, Ostrówek, Grymiaczki, Głęboczyzna, Leśniki, Grodzisk i Podgrodzisk ze zniesionej gminy Suchowola w tymże powiecie. Dla gromady ustalono 11 członków gromadzkiej rady narodowej.
1 stycznia 1956 roku gromadę przyłączono do nowo utworzonego powiatu dąbrowskiego.
31 grudnia 1959 do gromady Kiersnówka przyłączono obszar zniesionej gromady Horodnianka.
Gromada przetrwała do końca 1972 roku, czyli do kolejnej reformy gminnej.